# Rhaphiptera clarevestita
Rhaphiptera clarevestita är en skalbaggsart som beskrevs av Friedrich F. Tippmann 1953. Rhaphiptera clarevestita ingår i släktet Rhaphiptera och familjen långhorningar. Inga underarter finns listade i Catalogue of Life.